# Nicholas Kepros
Nicholas Kepros, né le 8 novembre 1932 à Salt Lake City et mort le 26 janvier 2023 à New York, est un acteur américain, principalement connu pour son interprétation de l'archevêque Hieronymus von Colloredo dans le film Amadeus de Miloš Forman, Oscar du meilleur film en 1985. 

## Sources
- (it) Cet article est partiellement ou en totalité issu de l’article de Wikipédia en italien intitulé « Nicholas Kepros » (voir la liste des auteurs).